# اتحادیه پان‌ژرمن

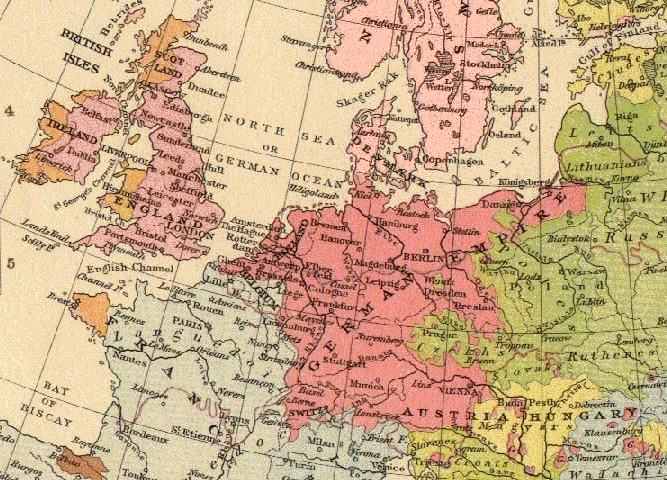
محدوده استقرار قوم ژرمن در قاره اروپا بر روی نقشه

اتحادیهٔ پان‌ژرمن (در انگلیسی:Pan-German League ؛ در آلمانی:Alldeutscher Verband)نام یک سازمان ناسیونالیست پان‌ژرمنیست بود که در سال ۱۸۹۱ میلادی، یعنی یک سال پس از پیمان زنگبار تأسیس گردید. مواضع این سازمان بر روی مسئله آلمان، یهودستیزی، مسئله لهستان و پشیبانی از اقلیت‌های آلمانی‌زبان در دیگر کشورها بود. هدف این اتحادیه پرورش و پاسداشت ویژگی‌های آلمانی به عنوان نیروی متحدکننده بود. در ۱۹۲۲ اتحادیه ۴۰هزار عضو داشت که آبونه پرداخت می‌کردند. مقر مرکزی اتحادیه در برلین قرار داشت.
نخستین رئیس اتحادیه ارنست هاسه  بود که بعداً جای خود را به هاینریش کلاس داد. ماکس وبر نیز از اعضای برجستهٔ این اتحادیه بود.انحلال اتحادیه نیز در ۱۹۳۹ به وقوع پیوست.